# Ги I де Понтье
Ги I де Понтье́ (фр. Guy I de Ponthieu; умер в 1100) — граф де Понтье с 1053 года, участник нормандского завоевания Англии, предоставивший территорию своего графства для организации переправы войск Вильгельма Завоевателя через Ла-Манш.

## Биография

### Правление
Ги I был младшим сыном графа Понтье Гуго II и Берты Омальской. После смерти своего старшего брата Ангеррана II в 1053 году Ги унаследовал графство Понтье на побережье Ла-Манша в устье Соммы. По некоторым источникам, однако, Ги был не братом, а сыном Ангеррана II.
Как и Ангерран II, Ги I в начале своего правления поддержал мятеж верхененормандских баронов против герцога Вильгельма Незаконнорождённого. В 1054 году он присоединился к войскам Эда, брата французского короля Генриха I, которые пришли на помощь мятежникам и вторглись в Нормандию с северо-востока. Однако армии не хватало дисциплины, и французские солдаты вскоре занялись разбоем и разорением нормандских земель. Неподалёку от городка Мортмер войска Эда и Ги были атакованы сторонниками герцога Вильгельма и разгромлены. Эд, а также Галеран, младший брат графа Понтье, были убиты, а сам Ги попал в плен.
В течение двух лет Ги де Понтье содержался под арестом в Нормандии, в то время как его владениями управлял дядя — епископ Амьенский. Очевидно, что во время своего пленения Ги был вынужден признать сюзеренитет нормандского герцога над графством Понтье. После освобождения Ги сохранял лояльность герцогу Нормандии, однако крайне редко участвовал в заседаниях герцогского совета и, по всей видимости, в большей степени ориентировался на французского короля.
В 1064 году у берегов Понтье потерпел крушение английский корабль, на котором находился Гарольд Годвинсон, крупнейший англосаксонский магнат, фактически доминирующий в Англии при слабом Эдуарде Исповеднике. Гарольд был пленён людьми Ги де Понтье. С требованием о выдаче Гарольда обратился герцог Вильгельм, и Ги, получив крупный выкуп, передал своего пленника Вильгельму.
Во время нахождения Гарольда при дворе герцога он, по свидетельству нормандских хронистов, признал право Вильгельма на английский престол в случае смерти короля Эдуарда и поклялся оказать ему поддержку в приобретении английской короны. Однако в 1066 году, когда скончался Эдуард Исповедник, Гарольд сам был избран королём. Это стало поводом для вторжения герцога Вильгельма в Англию. Базой для вторжения стала территория графства Понтье: именно от местечка Сен-Валери в устье Соммы отплыла нормандская флотилия, которая благополучно переправилась через Ла-Манш и у Певенси на английском побережье высадила армию Вильгельма.
В этом походе участвовал и брат графа Ги Гуго де Понтье, который, по легенде, сражался в битве при Гастингсе и приложил свою руку к гибели Гарольда Годвинсона. Сам Ги де Понтье, по всей видимости, не принимал участия в военных действиях в Англии.
В конце правления Ги де Понтье политика лавирования между Францией и Нормандией завершилась в пользу последней: дочь и наследница графа была выдана замуж за Роберта Беллемского, одного из наиболее влиятельных нормандских баронов, соратника герцога Роберта III Куртгёза и, впоследствии, графа Шрусбери.
Ги де Понтье известен также как основатель аббатства Св. Петра в Аббевиле.

### Брак и дети
Ги I де Понтье был женат дважды: первым браком на некой Аде (ум. до 1066), вторым — на Адиле. Происхождение обеих жён графа не установлено. У него было пятеро детей, вероятно, от второго брака:
- Анна де Понтье;
- Ангерран де Понтье (ум. до 1080);
- Агнесса де Понтье (ум. после 1000), замужем (ок. 1087) за Робертом Беллемским (ум. 1131), сеньором Беллема[англ.] и Алансона, графом Шрусбери, наиболее могущественным бароном Нормандии и руководителем ряда восстаний против королей Англии. Их потомки из дома Монтгомери впоследствии унаследовали графство Понтье;
- Ида де Понтье, аббатиса монастыря Св. Остреберта в Монтрее;
- Матильда де Понтье (упомянута под 1110 годом).